# Kaugummiautomat

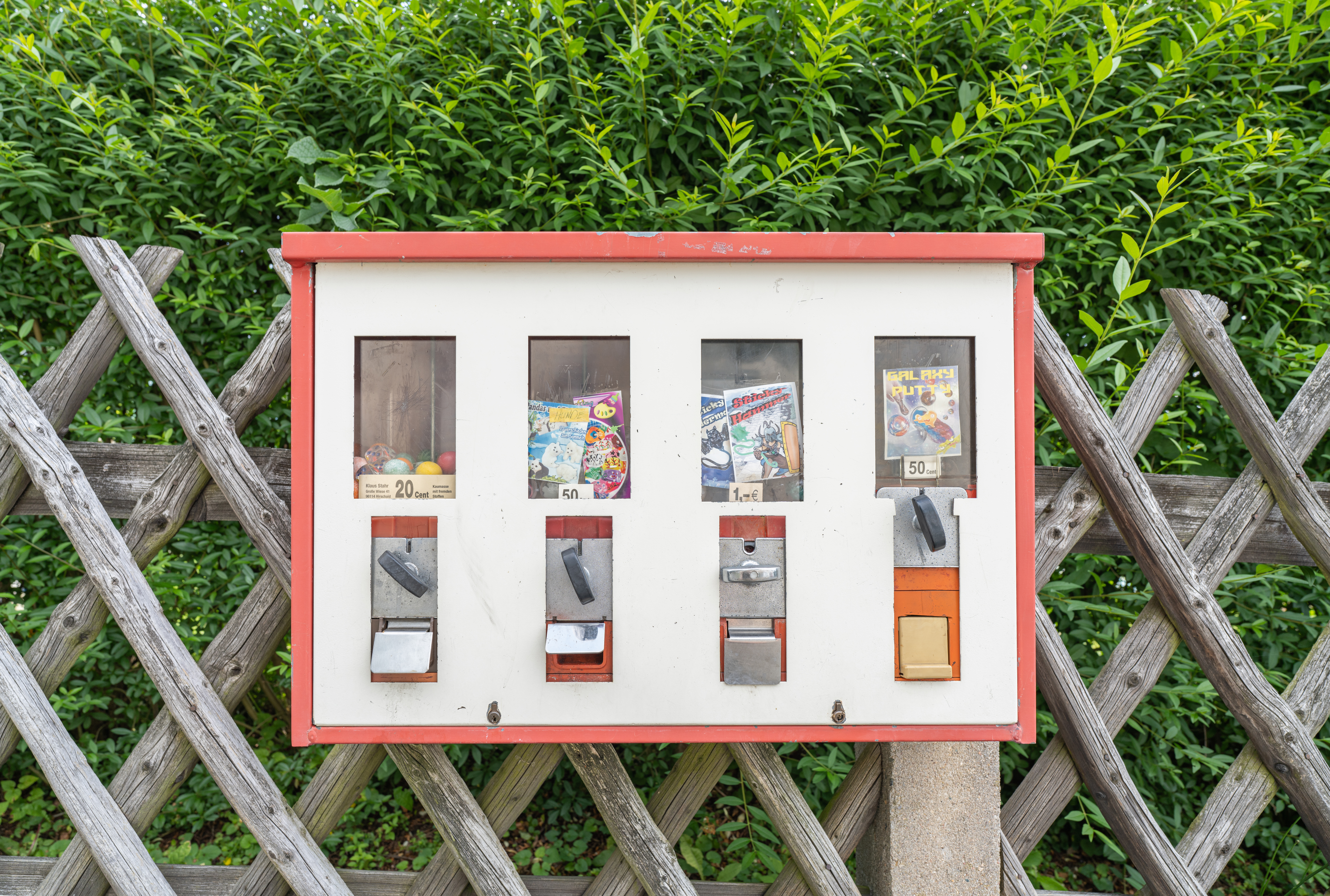
Stationärer Kaugummiautomat (2021)

Ein Kaugummiautomat ist ein Verkaufsautomat mit dem ursprünglichen Zweck, Kaugummi zu verkaufen. Dabei sind die Kaugummis meist harte Kugeln von ca. einem Zentimeter Durchmesser, die zusammen mit dem Speichel im Mund zu einer kaubaren Masse werden.

## Geschichte und Beschreibung

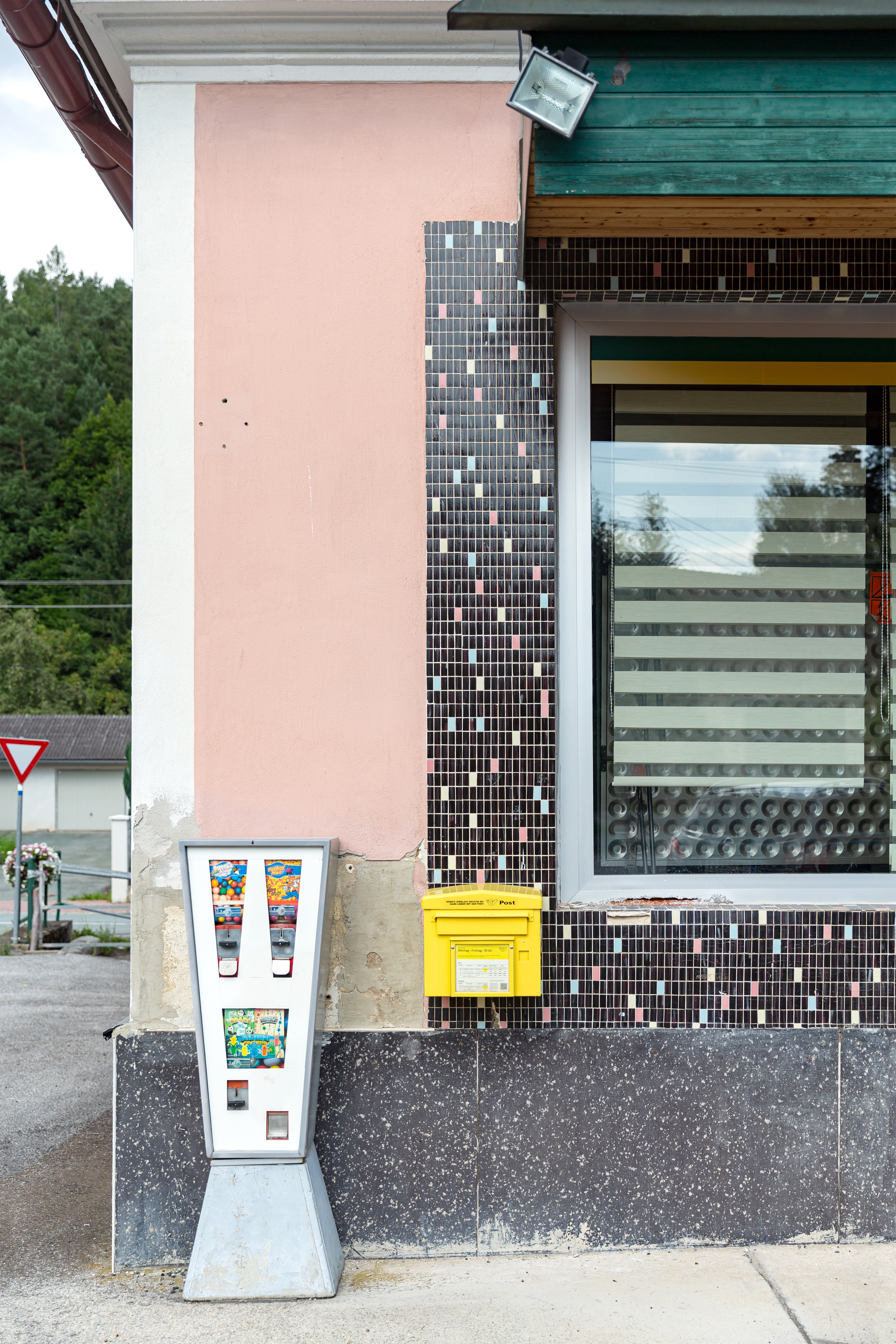
Kaugummiautomat im Burgenland (2021)

Die Kaugummiautomaten kamen in der Nachkriegszeit mit den Kaugummis nach Deutschland. Der Verband Automaten-Fachaufsteller (VAFA) schätzt die Anzahl der in Deutschland aufgestellten Automaten auf 500.000 bis 800.000 (Stand 2017).
Der typische Kaugummiautomat ist eine rein mechanische Konstruktion. Es wird eine Münze eingeworfen, welche beim Bedienen des Drehgriffs einen Mechanismus auslöst, der die Münze in den Sammelbehälter fallen lässt und die Ware, die sich meist in einem Plexiglasbehälter über dem Automaten befindet, freigibt und ins Ausgabefach fallen lässt.
Später wurden auch Kleinartikel wie Plastikohrringe, Schlüsselanhänger oder winzige Taschenmesser als zusätzliche Gimmicks in die Automaten gefüllt, so dass sie auch als Vorläufer der Spielzeugautomaten gesehen werden können. In Bibliotheken werden solche Automaten heute auch zum Verkauf von Ohrenstöpseln verwendet.
Kaugummiautomaten waren in ihrer Blütezeit nicht nur an Bartresen und in Kinos usw. zu finden, sondern wurden auch in modifizierter Form in ganz Westdeutschland im Außenbereich an Hauswände gehängt (oft an Schulwegen) und prägen somit in vielen Städten und Gemeinden das Ortsbild mit. Es handelt sich dabei meist um Automatenbatterien, die im Prinzip zwei bis vier Automaten in einem Metallkubus mit etwa meterlangen Seiten vereinigen, der in leuchtenden Farben (meist Rot-Weiß) lackiert ist.
Jeder Einzelautomat verfügt dabei im Normalfall über ein Sichtfenster, das dem Kunden einen Blick auf seinen Inhalt ermöglicht, den bekannten Münzeinwurf-/Drehmechanismus mit Drehgriff und jeweils ein eigenes Warenausgabefach.
Heutzutage kann man an nahezu allen Geräten auch diverse Spielzeuge, wie z. B. Glibbertiere, Flummis oder andere Trendartikel kaufen. Auch werden die Kaugummis ständig um neue Geschmacksrichtungen ergänzt.

## Hygiene
Da die Automaten von außen oft z. B. mit Graffiti verschmutzt sind, haben viele Menschen hygienische Bedenken vor der Benutzung. Dies ist in der Regel unbegründet, da es zunehmend immer weniger, aber dafür umso größere Automatenaufstellbetriebe gibt, die die Magazine spätestens alle 3–4 Monate auswechseln.

## Galerie

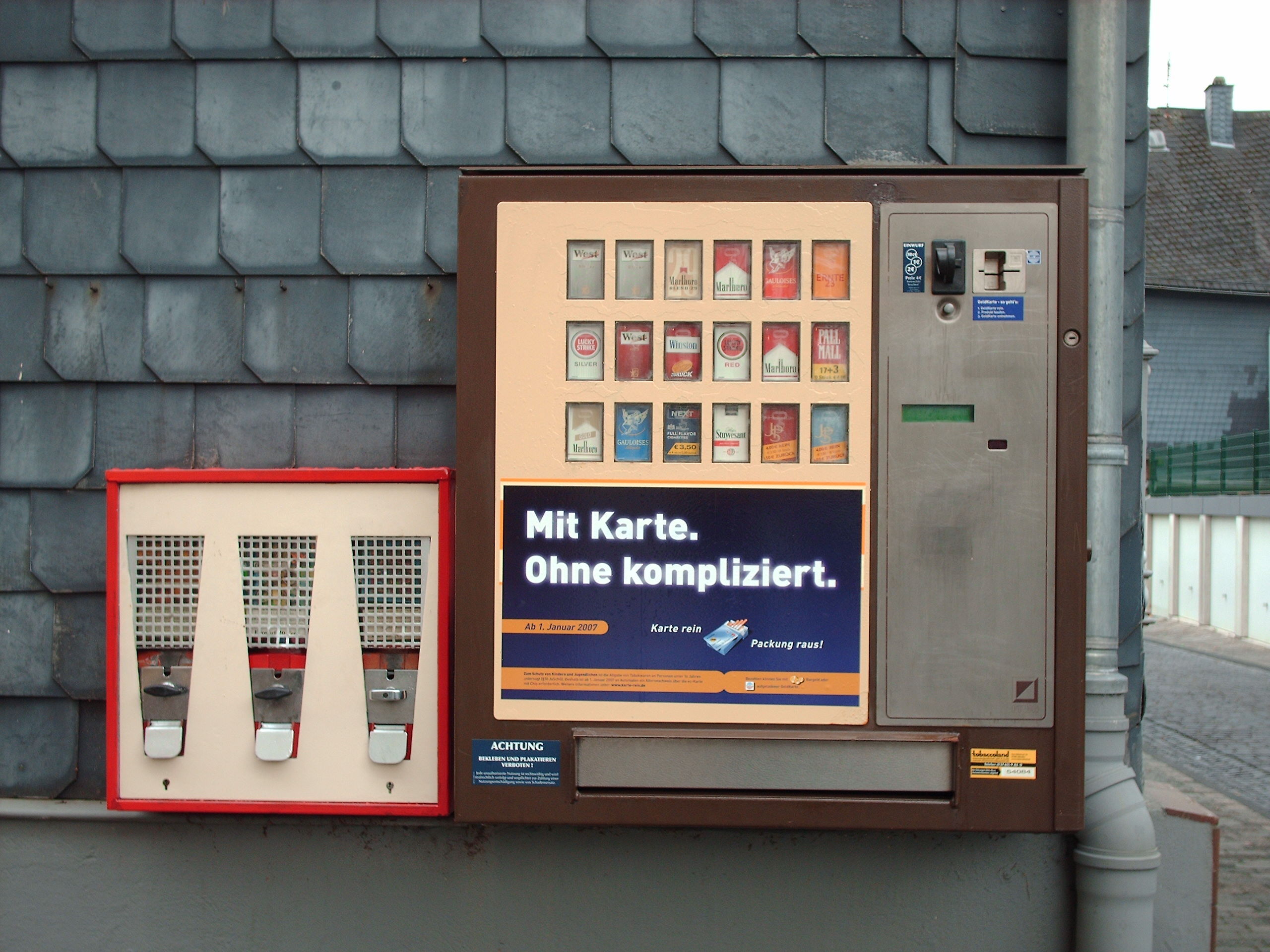
Kaugummiautomat (links) neben einem Zigarettenautomat (rechts)
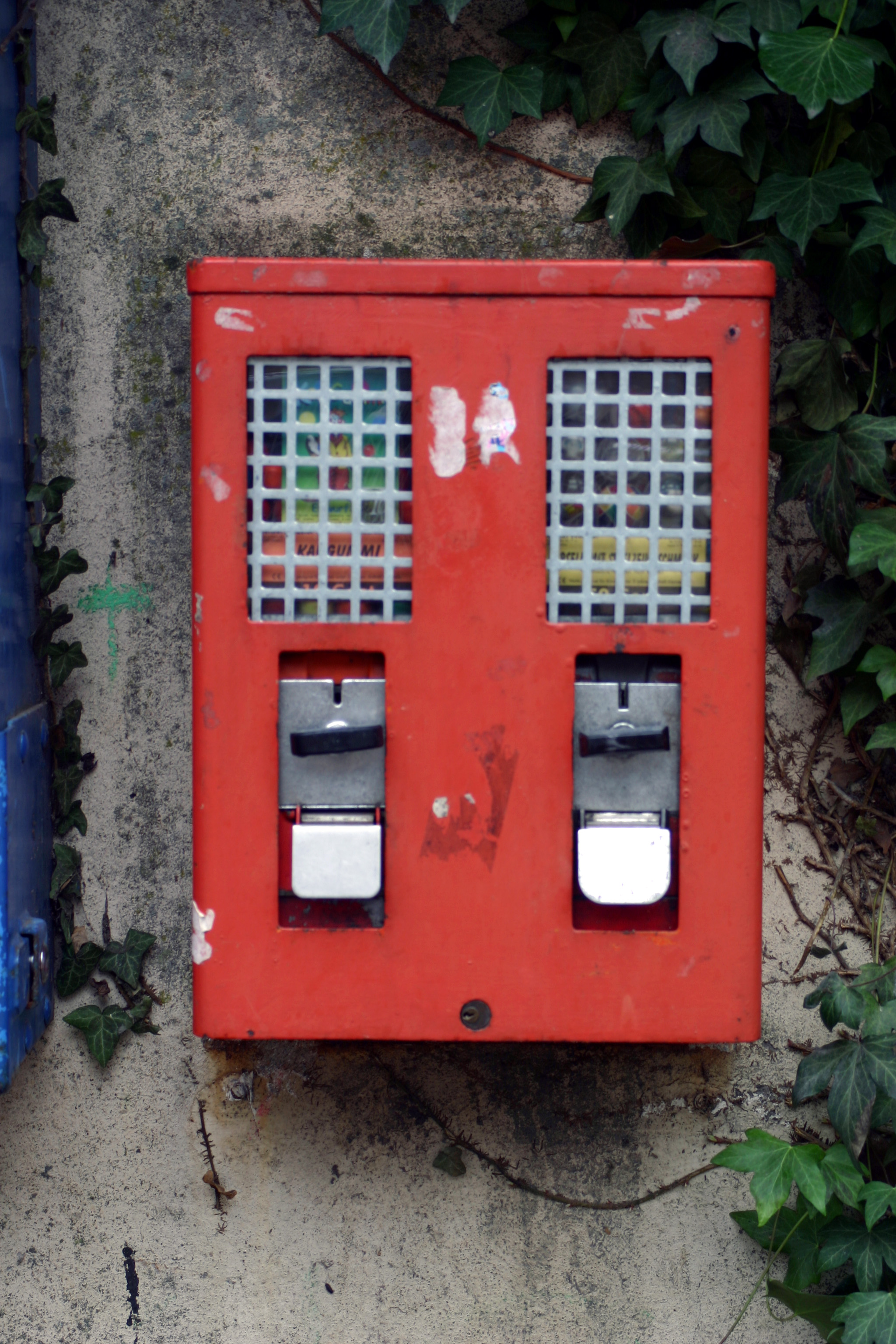
Kaugummiautomat mit zwei Spendern
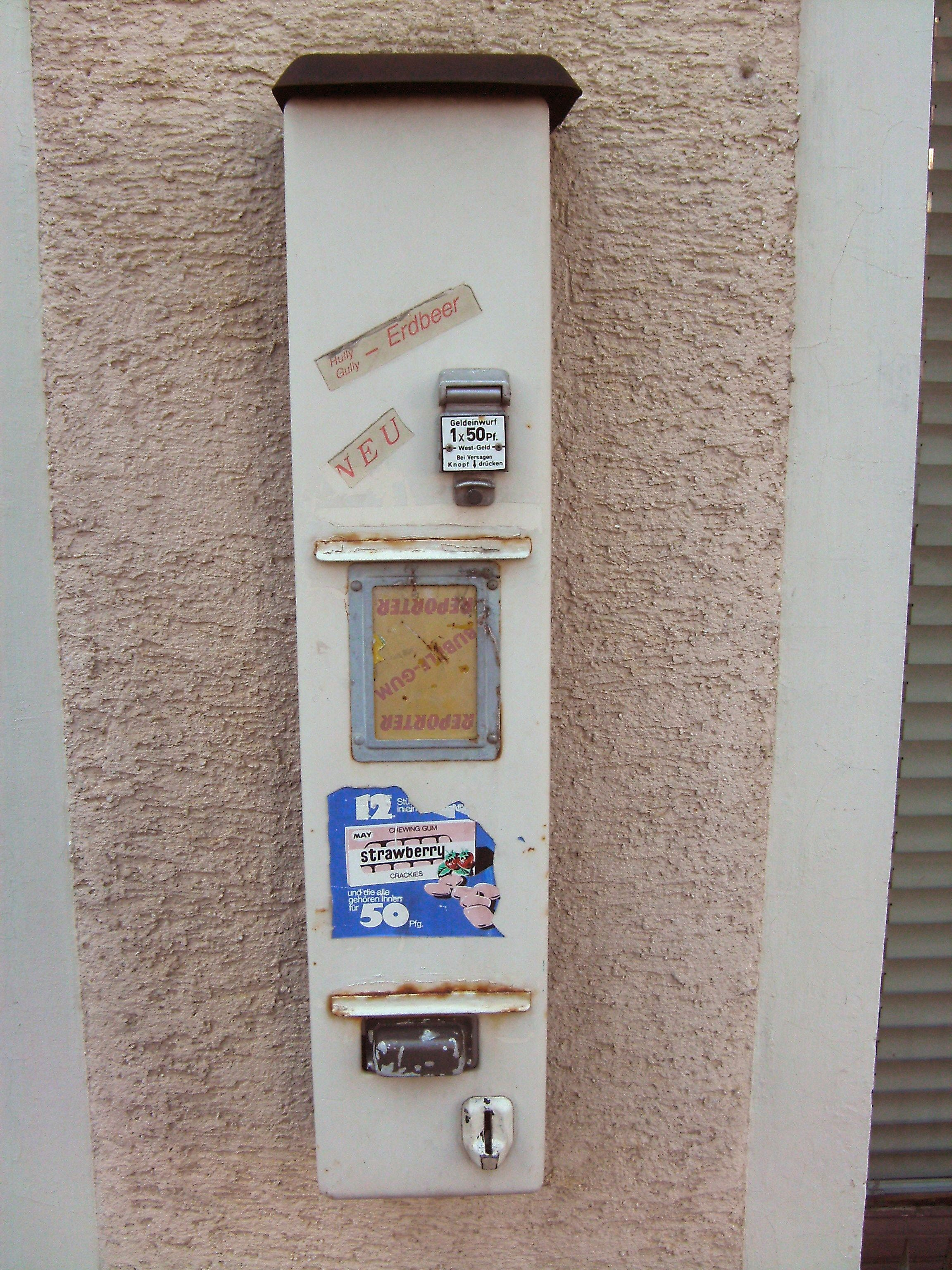
Kaugummiautomat in Dußlingen, an dem man noch heute mit 50-Pfennig-Stücken zahlen kann
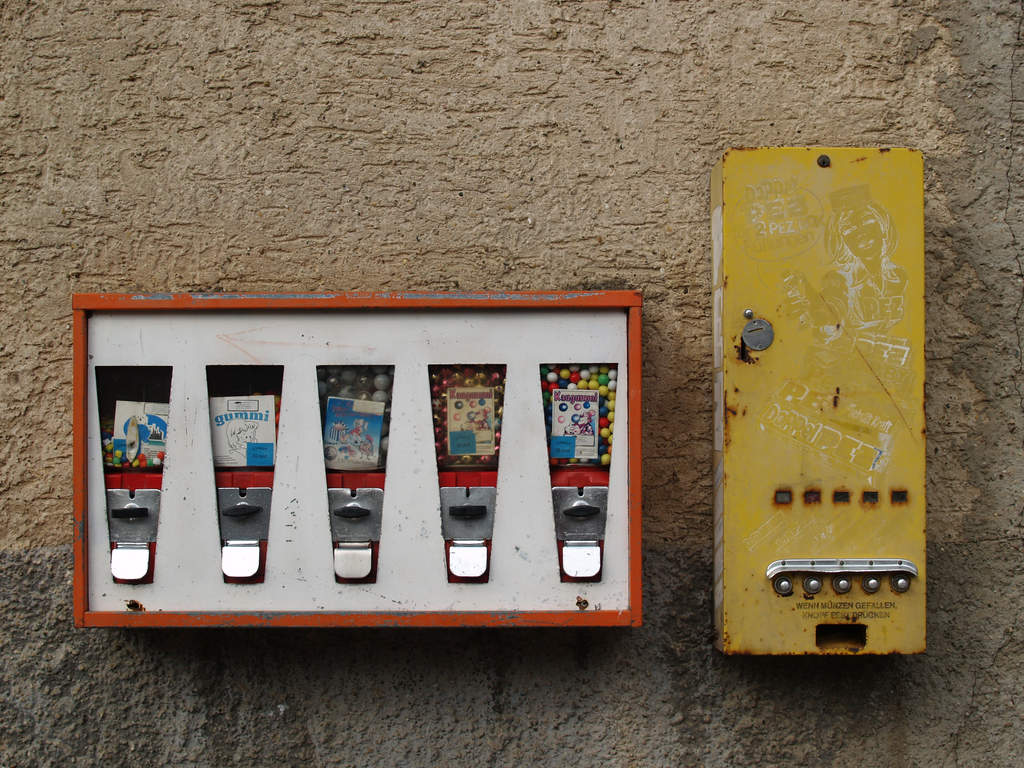
Kaugummi- und PEZ-Automat in Wiernsheim-Iptingen
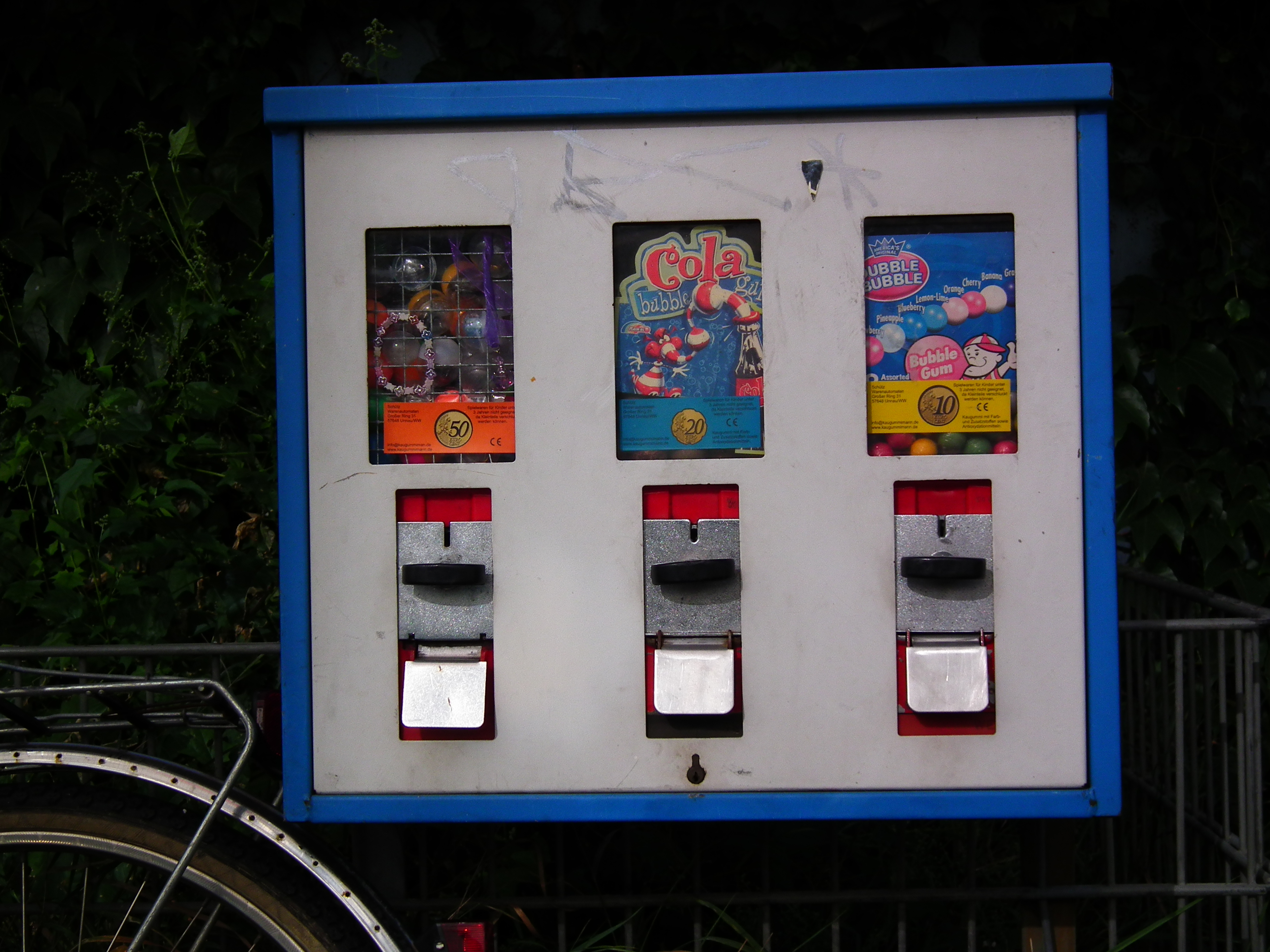
Spielwaren- und Kaugummiautomat in Mannheim, 2012

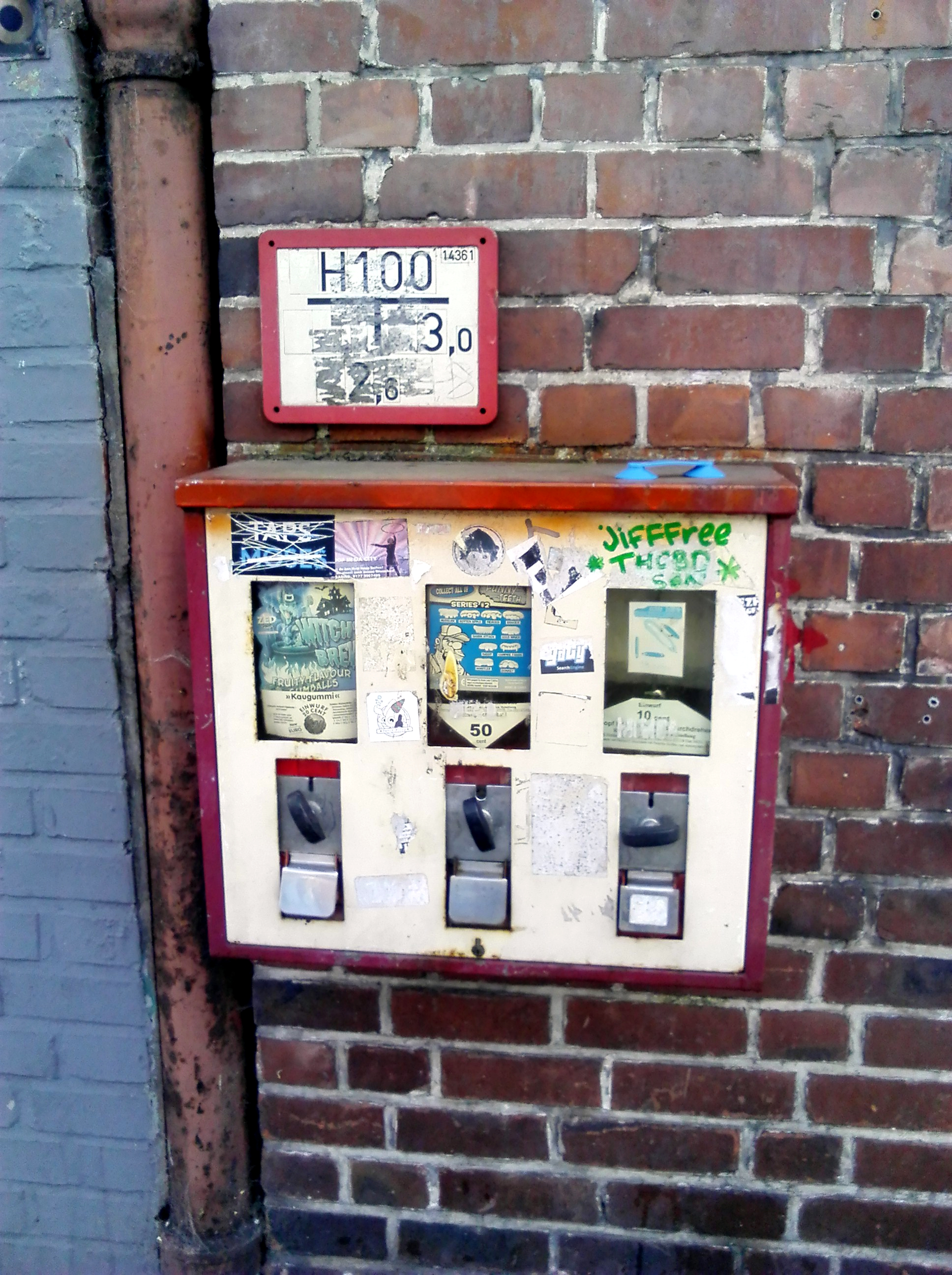
Spielwaren- und Kaugummiautomat in Hamburg-Wandsbek, 2018
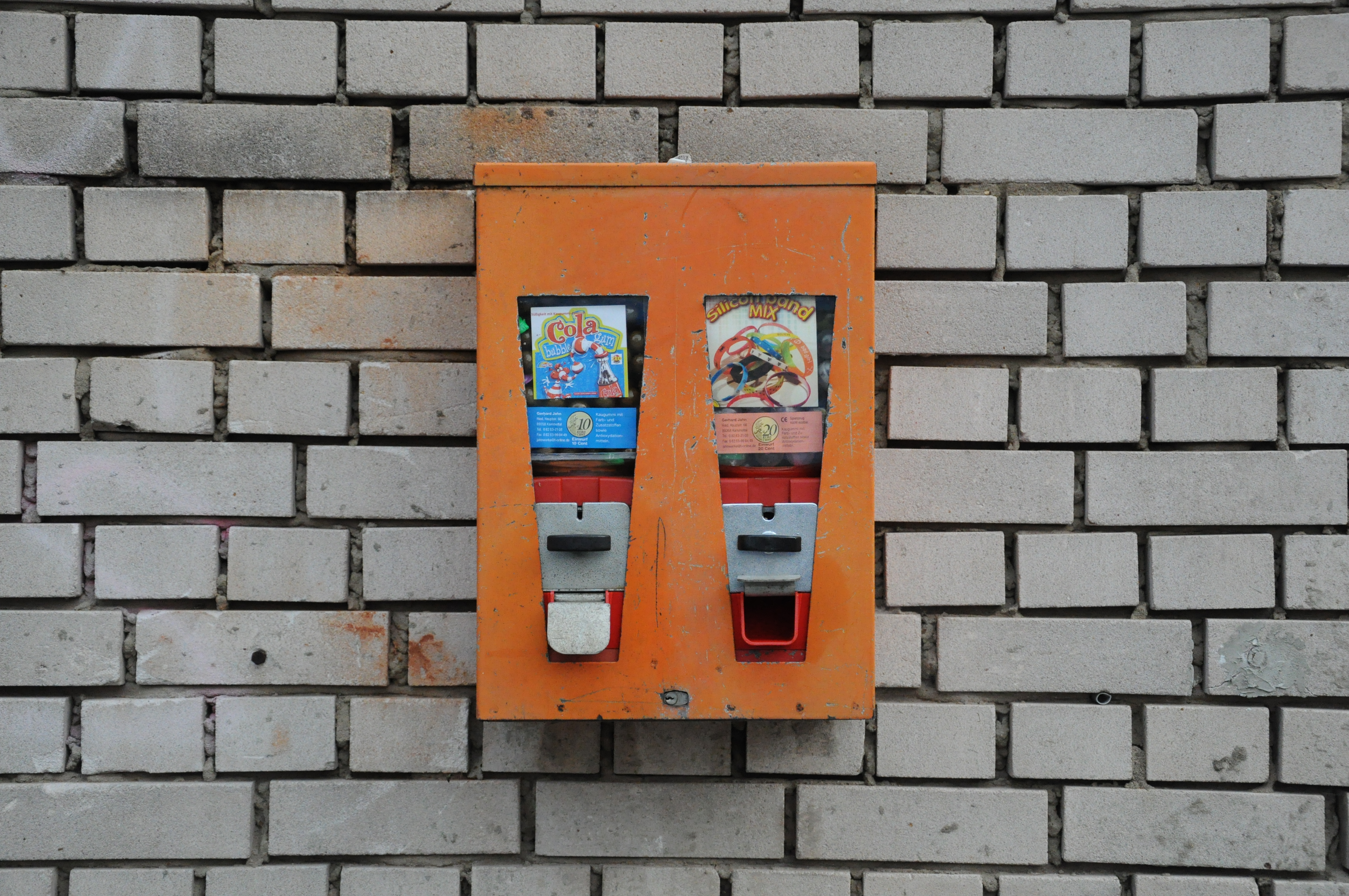
Kaugummiautomat in Nürnberg, 2016
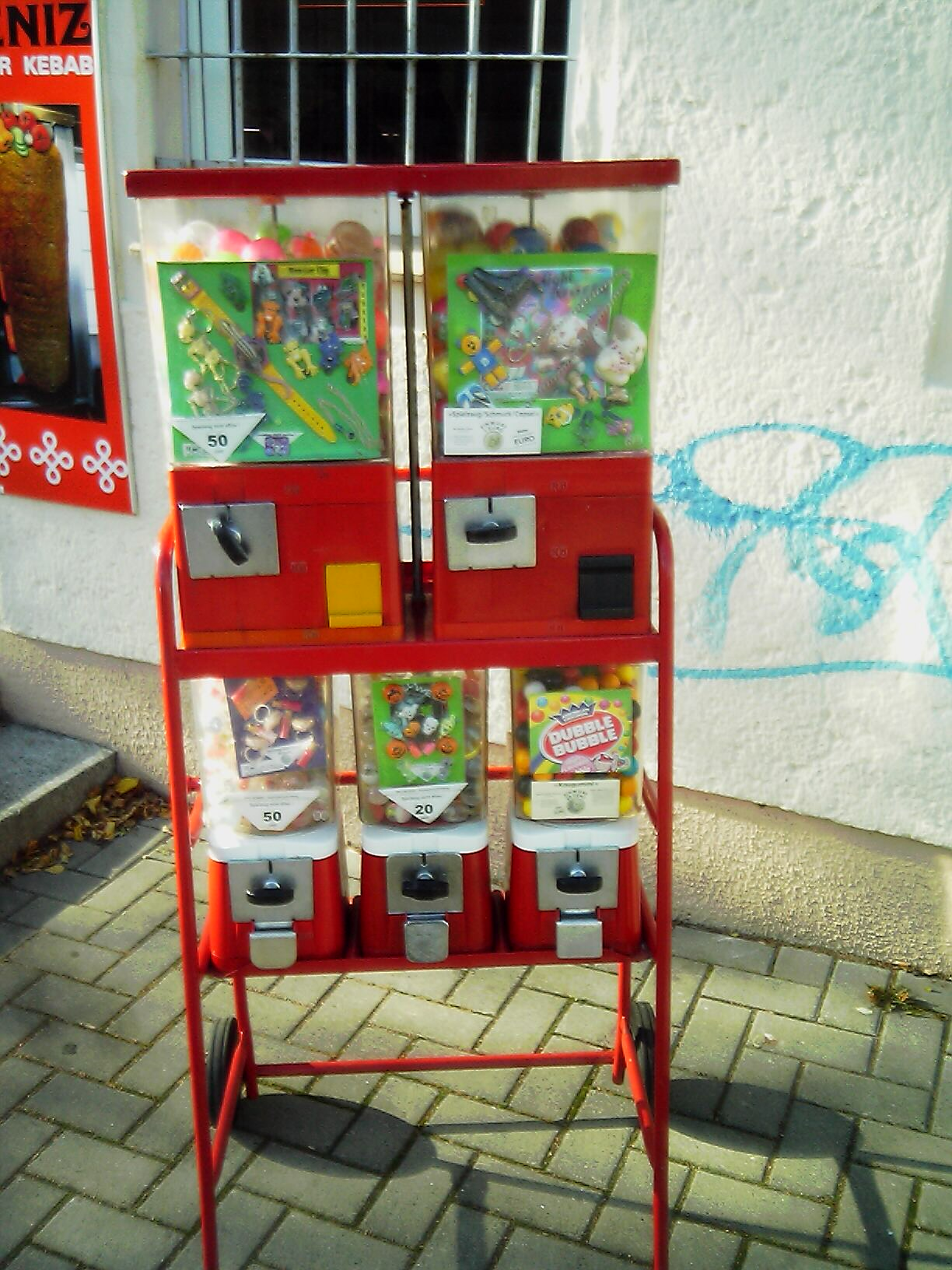
Mobile Kaugummiautomaten, 2005
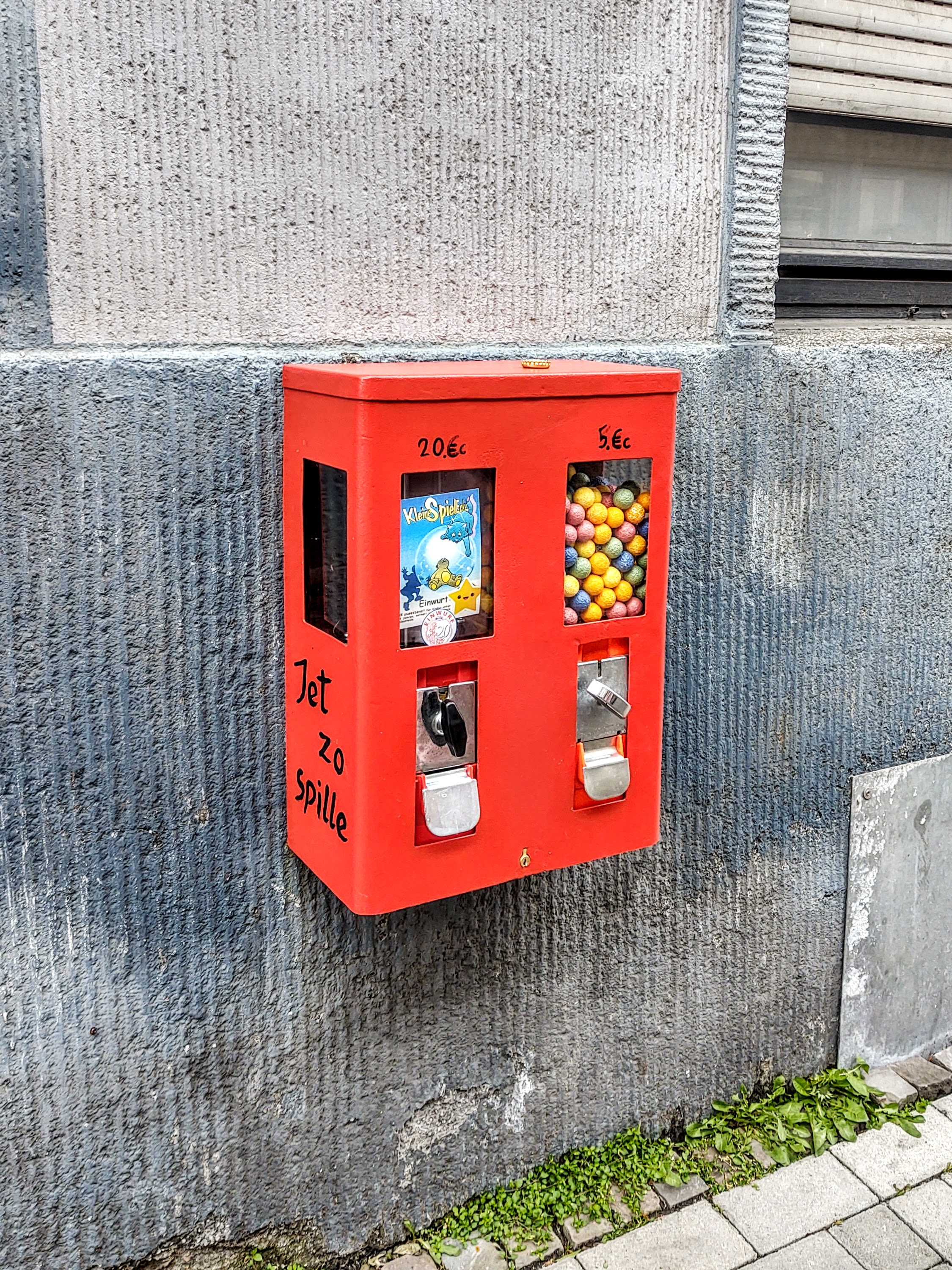
Kaugummiautomat in Köln, 2021
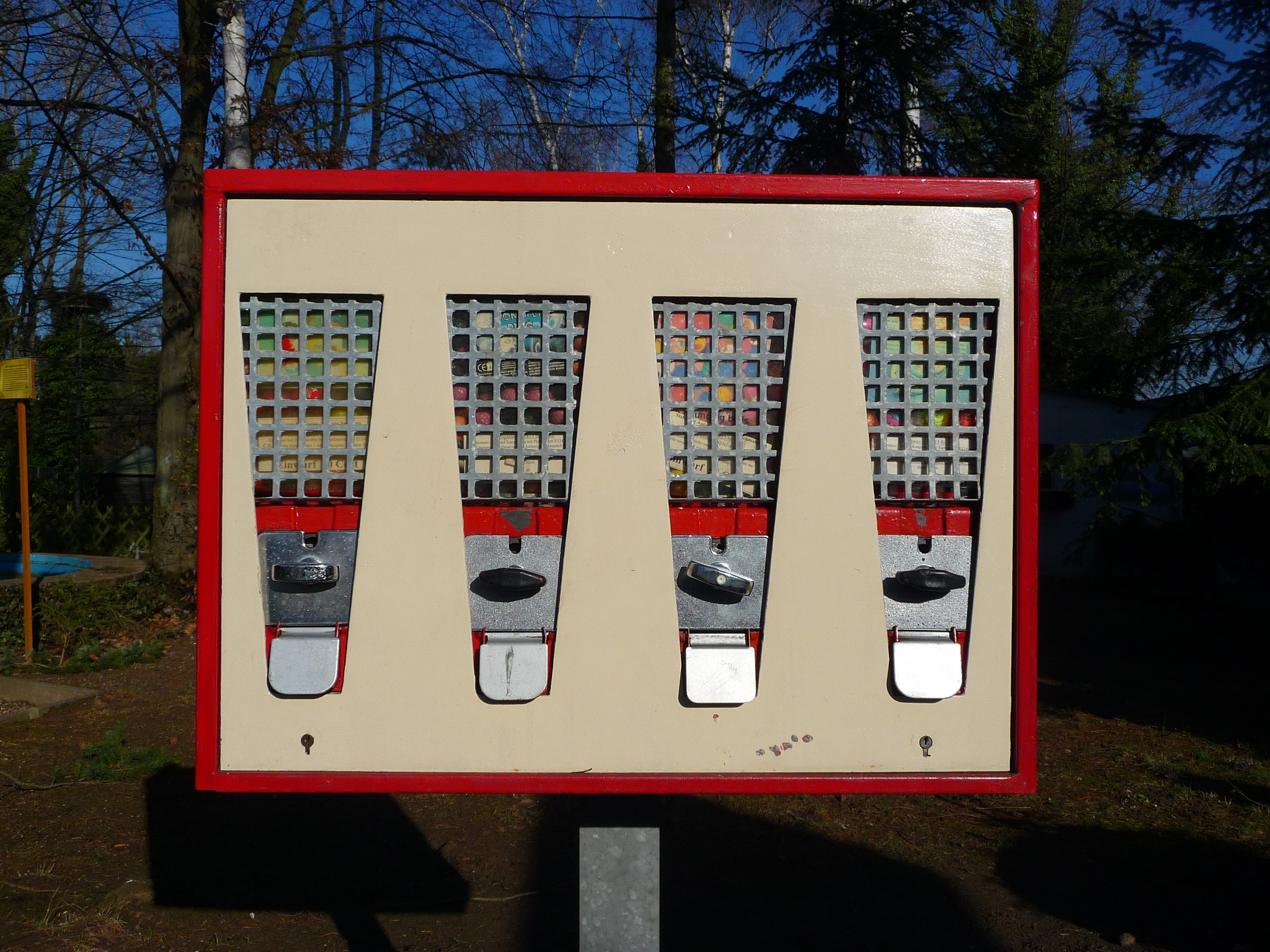
Kaugummiautomat mit vier Slots, 2009